# Mieczysław Ledóchowski

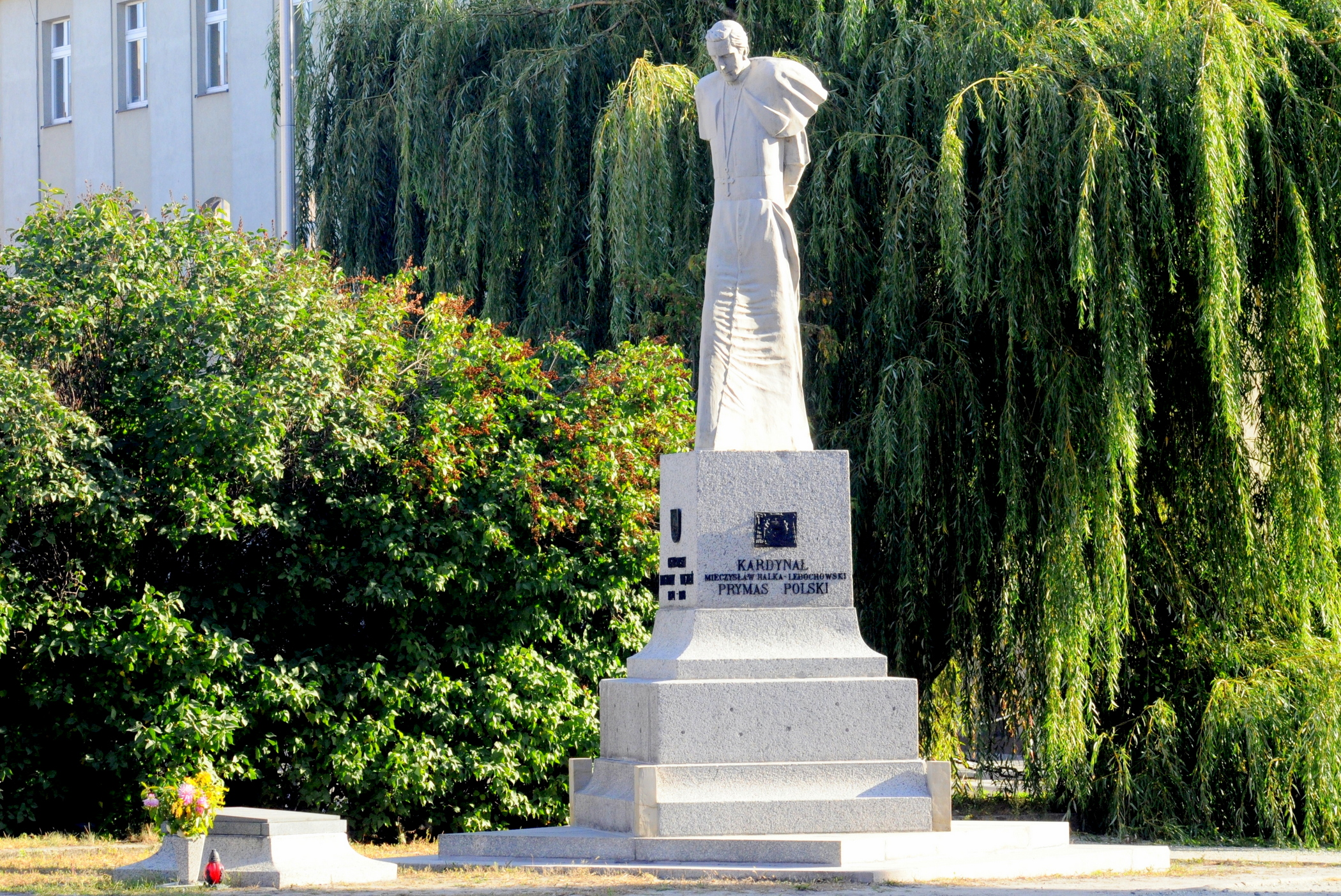
Pomnik w Ostrowie Wlkp. (1925/1984)

Mieczysław Ledóchowski herbu Szaława, właśc. hrabia Mieczysław Jan Halka-Ledóchowski (ur. 29 października 1822 w Górkach, zm. 22 lipca 1902 w Rzymie) – polski duchowny rzymskokatolicki, arcybiskup metropolita gnieźnieński i poznański oraz prymas Polski w latach 1866–1886, prefekt Kongregacji Rozkrzewiania Wiary w latach 1892–1902, kardynał prezbiter od 1875, protoprezbiter Kolegium Kardynalskiego w latach 1896–1902.

## Życiorys
Urodził się w Górkach jako syn hrabiego Józefa Zachariasza Ledóchowskiego i Rozalii z Zakrzewskich. Uczył się w gimnazjach w Radomiu i Warszawie, a następnie w warszawskim Seminarium Świętokrzyskim. Studia rozpoczął jednocześnie na Uniwersytecie Gregoriańskim i w Accademia dei Nobili Ecclesiastici w Rzymie, kończąc je w 1847 uzyskaniem tytułu doktora obojga praw. Jeszcze podczas studiów w 1845 przyjął święcenia kapłańskie. Po studiach rozpoczął pracę w dyplomacji watykańskiej, działając m.in. w Belgii, Portugalii i Ameryce Południowej. W latach 1856–1861 był delegatem apostolskim w Boliwii, Ekwadorze, Kolumbii, Peru i w Wenezueli.
W 1861 otrzymał sakrę biskupią jako tytularny arcybiskup tebański. W 1864 papież Pius IX uczynił Ledóchowskiego biskupem koadiutorem przy arcybiskupie metropolicie poznańskim i gnieźnieńskim Leonie Przyłuskim. Pomimo oporu zarówno kapituły poznańskiej jak i gnieźnieńskiej oraz sprzeciwu lokalnych władz pruskich 24 kwietnia 1866, po śmierci poprzednika, objął obie funkcje biskupie.
W pierwszym okresie sprawowania urzędu zyskał sobie życzliwość władz pruskich, zobowiązując się do powstrzymywania Kościoła od popierania ruchów narodowych, zwiększenia udziału Niemców w zarządzie diecezji i wychowaniu kleryków w duchu lojalności wobec państwa pruskiego. Podczas wyborów w 1867 i w okresie kampanii przedwyborczej zakazywał organizowania nabożeństw o charakterze narodowym, a także walczył z działaczami, szczególnie liberalnymi, takimi jak Karol Libelt. Zyskał sobie w tym czasie tak duże zaufanie władz pruskich, że doprowadził do dymisji niesprzyjających mu urzędników władz lokalnych. Równocześnie w społeczeństwie polskim traktowany był niechętnie lub wręcz wrogo. Podczas soboru watykańskiego I prowadził aktywną działalność na rzecz utrzymania świeckiej władzy papieża.
Od całkowicie ugodowej polityki Ledóchowski odszedł dopiero w okresie kulturkampfu, gdy w 1873 nie zgodził się na zniesienie języka polskiego w nauce religii, a także mianował urzędników diecezjalnych wbrew zaleceniom władz niemieckich. Nie zgodził się również na państwową kontrolę kształcenia księży, co doprowadziło do zamknięcia seminariów w Poznaniu i Gnieźnie. Pomimo wysokich kar finansowych nie zaprzestał działalności na rzecz utrzymania niezależności Kościoła od państwa, co doprowadziło w końcu do uwięzienia go w 1874 w Ostrowie Wielkopolskim. Uwięzienie sprawiło, że stał się bardzo popularny wśród polskich diecezjan. Jego polityka przez cały ten czas była wspierana przez papieża, co zostało potwierdzone nadaniem mu w 1875 godności kardynała z kościołem tytularnym Santa Maria in Ara coeli. Nominację kardynalską miał mu potajemnie dostarczyć ks. Edmund Radziwiłł. Kardynałów, w myśl prawa niemieckiego traktowano na równi z członkami rodziny królewskiej i nie można ich było więzić, więc w 1876 zwolniono arcybiskupa, nakazując jednocześnie opuszczenie kraju. Ledóchowski udał się do Watykanu, skąd zarządzał diecezjami przez tajnych delegatów. W 1878 jako jedyny kardynał polski w XIX wieku wziął udział w konklawe, podczas dwóch pierwszych głosowań otrzymał po jednym głosie. Głosował na niego belgijski prymas kardynał Victor August Dechamps, który w ten sposób chciał uhonorować jego postawę podczas uwięzienia. Został bliskim współpracownikiem wybranego wówczas papieża Leona XIII. W latach 1884–1885 stał na czele Sekretariatu ds. Memoriałów, a 1885–1892 na czele Sekretariatu ds. Brewe Apostolskich. Gdy rozpoczęły się negocjacje między Niemcami a Watykanem, kardynał musiał się w 1886 zrzec arcybiskupstw. Pozostał w Watykanie, pełniąc różnorodne stanowiska, w tym od 1892 prefekta Kongregacji Rozkrzewiania Wiary. Pomimo zrzeczenia się godności metropolity poznańskiego i gnieźnieńskiego nadal interesował się życiem politycznym Wielkopolski, wspierając nurty konserwatywne i ugodowe, co przyczyniło się do złagodzenia pod koniec jego życia konfliktu z władzami niemieckimi. W 1896 został protoprezbiterem Kolegium Kardynałów z kościołem tytularnym San Lorenzo in Lucina, zyskując tym samym prawo promocji do rangi kardynała biskupa pierwszej wakującej diecezji suburbikarnej. Odmówił jednak skorzystania z tego prawa, twierdząc, że po wymuszonej rezygnacji z archidiecezji poznańskiej i gnieźnieńskiej, nie chce być już biskupem żadnej diecezji.
Zmarł 22 lipca 1902 w Rzymie. W 1927 jego prochy spoczęły w katedrze poznańskiej. Jego serce znajduje się za ozdobną płytą z jego wizerunkiem w katedrze gnieźnieńskiej. W Ostrowie Wielkopolskim uhonorowany pomnikiem przed konkatedrą św. Stanisława Biskupa i Męczennika.

## Odznaczenia
Odznaczony m.in. węgierskim Krzyżem Wielkim Orderem św. Szczepana (Stefana) w 1895, hiszpańskim Orderem Izabeli Katolickiej, portugalskim Orderem Niepokalanego Poczęcia, pruskim Orderem Orła Czerwonego, perskim Orderem Lwa i Słońca i Krzyżem Wielkim Orderu Grobu Świętego. Baliw Wielkiego Krzyża Zakonu Maltańskiego i jego protektor.

## W kulturze
- Jest jednym z bohaterów polskiego serialu historycznego Najdłuższa wojna nowoczesnej Europy w reżyserii Jerzego Sztwiertni. Odtwórcą jego roli był Igor Przegrodzki.